# Újjászületés (regény)
Az Újjászületés (The Chrysalids) John Wyndham 1955-ben megjelent regénye, mely eltér a többi írásától, ám sokan mégis ezt tartják közülük a legjobbnak.

## Történet
|  | Alább a cselekmény részletei következnek! |

A távoli jövőben egy szörnyű apokalipszis után a Labrador-félsziget északi részén a túlélők leszármazottai kis farmokon, telepeken éltek. A lakosságnak homályos történelmi emlékei maradtak őseik technológiailag fejlett civilizációjáról. A Régi Emberekről azt gondolták, hogy városaik, kultúrájuk megsemmisült, amikor Isten nyomorúságot küldött a világra azért, hogy megbüntesse elődeik bűneit. A fundamentalista kereszténységhez hasonlító társadalom, amely túlélte az atomháborút, rendkívüli mértékben félt a mutációtól, minden a normálistól eltérő élőlényt (növényeket, állatokat) megsemmisített. Azokat az embereket, akik nem feleltek meg a szigorúan meghatározott fizikai feltételeknek, megölték vagy sterilizálták, esetleg száműzték. Az eltávolítottak (vagy menekültek) olyan területekre távoztak, amelyek bővelkedtek állati és növényi mutációkban.
A Peremvidék határához közel, egy vidéki településen szívós és általában jámbor emberek gazdálkodtak. A tízéves David, Joseph Strorm, Waknuk buzgó vallási pátriárkájának fia megmagyarázhatatlan élénk álmaiban fényesen kivilágított városokat és ló nélküli kocsikat látott. Ezek a látomások ellentétesek voltak az ő világával. Annak ellenére, hogy David szigorú vallási nevelésben részesült, összebarátkozott Sophie-vel, egy közelükben élő magányos kislánnyal. A lány gondosan elrejtette azt a tényt, hogy hat lábujjal született. David megismerve barátja titkát megőrizte azt, de egy másik fiú véletlenül rájött arra, hogy Sophie mutáns. Ezután a kisgyermek és családja elmenekült, mert féltek a megtorlástól.
David és néhány más gyermek a környéken egy láthatatlan mutációval, telepatikus képességekkel rendelkezett. A fiút és később a csoportot is Axel bácsi támogatta, tanácsokkal látta el őket. Amikor a kis közösség egyik tagja, Anne férjhez ment, a többiektől elzárkózott, megszakította velük a kapcsolatot. A férje, Alan azonban rájött a titkukra, ám mielőtt zsarolhatta volna őket, valaki egy nyílvesszővel megölte.
Davidnek húga született: Petra. Pár évesen a kislány - öntudatlanul - félelmetesen erős telepatikus üzenetek küldésére volt képes. Ilyen képességgel a csoport egyik tagja sem rendelkezett.
Két telepatát, Katherine-t és Sallyt leleplezték, elfogták majd megkínozták, hogy információkat szerezzenek a különleges mutánsokról. David, Rosalinda és Petra elmenekültek, üldözésükre egyre több embert küldtek. A három menekülőt Michael segítette, aki látszatra csatlakozott az üldözőkhöz. Váratlanul, a rendkívül erős telepatikus képességű Petra kapcsolatba került egy fejlettebb társadalom képviselőjével. A távoli szigetországból, Zealandból mentőexpedíció indult Davidék megmentésére.
Ők a teremtés koronája, a beteljesült szándék, számukra nincs tovább út. Az élet azonban változás, ez különbözteti meg a sziklától; a változás maga a lényeg. Ami él, ha nem változik, önmagát pusztítja el; ha nem alkalmazkodik, megsemmisül.
|  | Itt a vége a cselekmény részletezésének! |

## Szereplők
- David Strorm a történet fiatal narrátora. David egy olyan gyerekekből álló kis csoport tagja, akik képesek telepátiával kommunikálni egymással. Az atomháborút túlélő közösség azonban előítéletekkel viszonyul minden a normálistól eltérő lénnyel szemben. Ez azt jelenti, hogy a fiataloknak gondosan el kell rejteniük képességeiket a felnőttek előtt. Dávid és Rosalinda egymás iránti szerelmüket titokban tartják a családjaik között meglévő viszály miatt.
- Sophie Wender egy fiatal lány, aki hat-hat lábujjal született mindkét lábán. Sophie a szüleivel egy magányos kunyhóban él, valahol Waknuk északnyugati részén. A normálistól való eltérés miatt a szülei távol tartják őt a többi gyerektől. Egy véletlen találkozás után összebarátkozik Daviddal, és a fiú felfedezi a titkát, ám megígéri, hogy nem mondja el senkinek.
- Joseph Strorm David és Petra szigorú apja. Mélyen vallásos és merev, kegyetlen a mutációkkal kapcsolatban. Istenkáromlás miatt nem egyszer súlyosan megbünteti Davidot.
- Uncle Axel egy világlátott egykori tengerész. Nyitott és hajlandó megkérdőjelezni a hagyományos vallási parancsolatokat. Amikor a férfi felfedezi, hogy az unokaöccse telepata, óvatosságra inti. David később többször is hozzá fordul tanácsért.
- Petra Strorm a legfiatalabb a Storm gyerekek között. A telepata csoport felfedezi, hogy a kisgyermek képes rendkívül erős, ellenállhatatlan üzeneteket küldeni a többiek felé. Ő a csoport felfedezésének, leleplezésének a legnagyobb a kockázata.
- Rosalind Morton David távoli rokona, a legközelibb barátja a telepaták csoportjában. A két fiatal a történet folyamán szerelmes lesz egymásba, egyre inkább egy párt alkotnak.
- Michael a legobjektívebb, figyelmes és határozott telepata, aki vezető szerepet tölt be a csoportban. A képessége titokban marad a waknukiak előtt. David, Petra és Rosalinda szökése után látszatra csatlakozik az üldözőkhöz, de közben telepatikus úton üzeneteket küld a menekülőknek.
- Deborach Michael szerelme. A regény végén ő az utolsónak megmaradt telepata Waknukban. Michael visszamegy érte, amikor megtudja, hogy a légi járműnek nincs elég üzemanyaga eljutni a lányhoz.
- A zealandi asszony egy technológiailag fejlett társadalomban él, ahol a telepatikus képesség bizonyos foka mindenkire jellemző. Ő veszi fel a kapcsolatot Petrával, és az ő irányításával indulnak útnak a zealandiak a távolban élő telepaták kimentésére.

|  | Itt a vége a cselekmény részletezésének! |

## Magyarul
A Kozmosz Fantasztikus Könyvek sorozatban 1977-ben megjelenő kötet a kisregényen kívül még 4 elbeszélést is tartalmaz.
| Cím              | Tartalom                                              |
| ---------------- | ----------------------------------------------------- |
| A kerék          | Egy ősi tárgy újrafelfedezése veszélyes és kockázatos |
| Különös          | Jó tanácsért örökség jár                              |
| Találom-próba    | A szerelmes férfi kálváriája a múltban és a jelenben  |
| Ördögi szerencse | Modern Faust-történet                                 |

- Újjászületés. Regény és elbeszélések; ford. Baranyi Gyula, Borbás Mária, utószó Nelhiebel József, életrajz Kuczka Péter; Kozmosz Könyvek, Bp., 1977 (Kozmosz Fantasztikus Könyvek)[2] ISBN 9632111575